# 米尼科沃农村居民点
米尼科沃农村居民点（俄语：Сельское поселение Миньковское）是俄罗斯联邦沃洛格达州巴布什基诺区所属的一个农村居民点。其下辖有32个居民点，行政中心为米尼科沃。据2015年统计，该农村居民点的人口为1,653人。